# Шумлянський Олександр Михайлович
Олекса́ндр Миха́йлович Шумля́нський (рос. Александр Михайлович Шумлянский, 1748, Малі Будища — 1795, Москва) — лікар-учений, медичний діяч, засновник гістологічної науки в Росії.

## Життєпис
Брат Павла Шумлянського. Родом із містечка Малі Будища на Полтавщині (нині у Зіньківському районі). З родини значкового товариша козацького Полтавського полку.
Закінчив |Києво-Могилянську  Академію] і до 1773 перекладач Московського державного архіву. Згодом закінчив медичну школу при Петербурзькому адміралтійському шпиталі (1776), став лікарем.
У 1777–1783 рр. на стипендію княгині К. Д. Голіциної вивчав акушерство в Страсбурзькому університеті і в 1783 році, захистивши там дисертацію на тему «De structura renum», здобув ступінь доктора медицини і хірургії. Масон, зведений в 3-ю масонський ступінь 15.12.1781 р.. Захистив у Страсбурзькому університеті дисертацію про будову нирок (1782), в якій на 60 років раніше В. Бовмена описав капсулю навколо судинного клубочка нирки. Склав іспит у медичній колегії, отримав право практики в Росії і був призначений професором у Калінкінську лікарню. Професор вищих медичних шкіл у Петербурзі й Москві, де керував організацією медичної освіти. У 1783 році обраний почесним членом Медичної Колегії. У 1785 р. разом з М. M. Тереховським був у закордонній поїздці для огляду вищих лікарських шкіл. З 1786 року отримав кафедру патології й терапії в Московському лікарському училищі, а з 1793 року переведений на таку ж кафедру в Московську акушерську школу.
Автор низки праць, у тому числі книги: «Мнение одного истиннолюбца о поправлений наиполезнейшей для людей науки».